# Андагра жовтоголова
Анда́гра жовтоголова (Anisognathus somptuosus) — вид горобцеподібних птахів родини саякових (Thraupidae). Мешкає в Андах. Виділяють низку підвидів.

## Опис

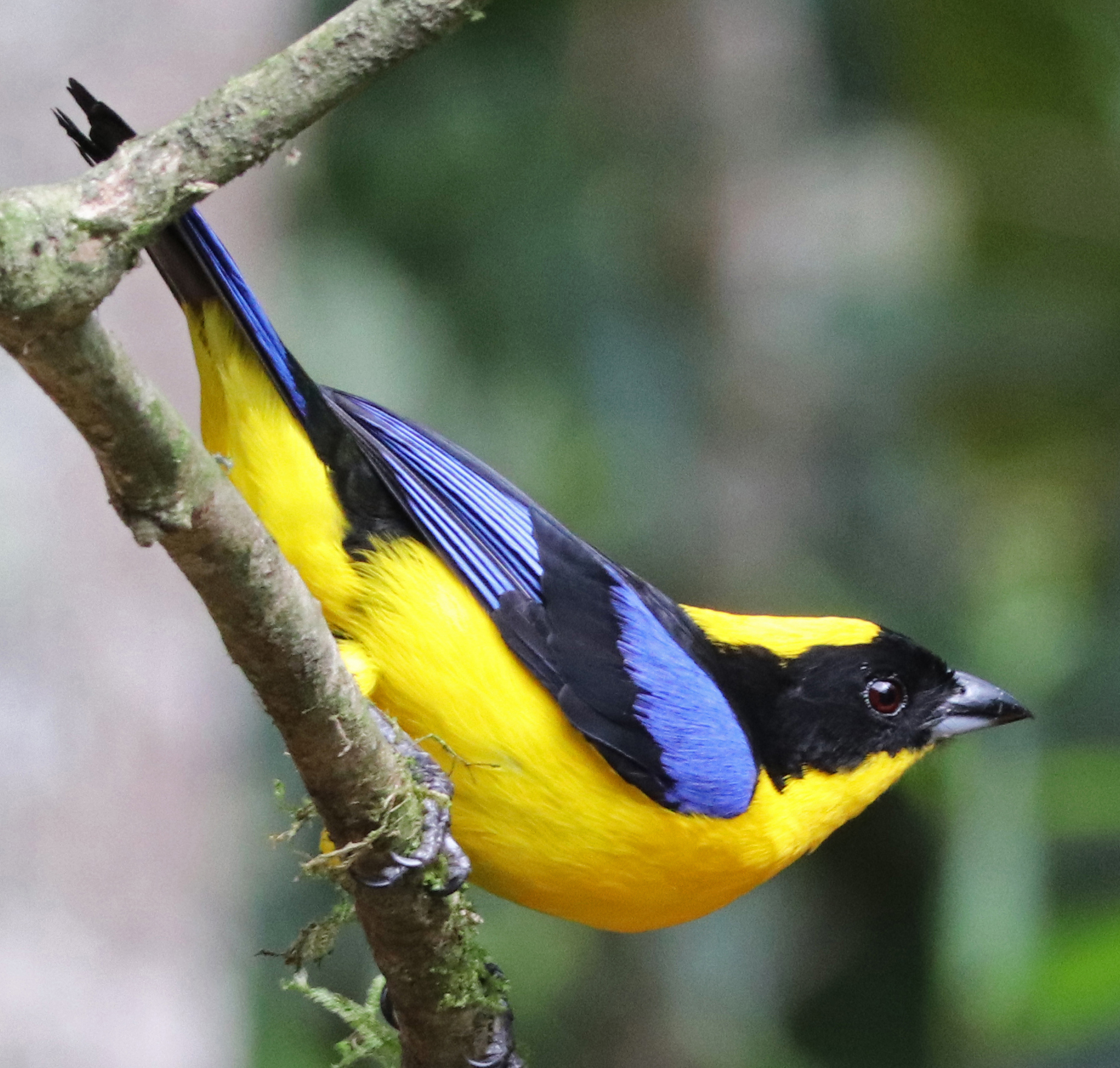
Жовтоголова андагра (Еквадор)

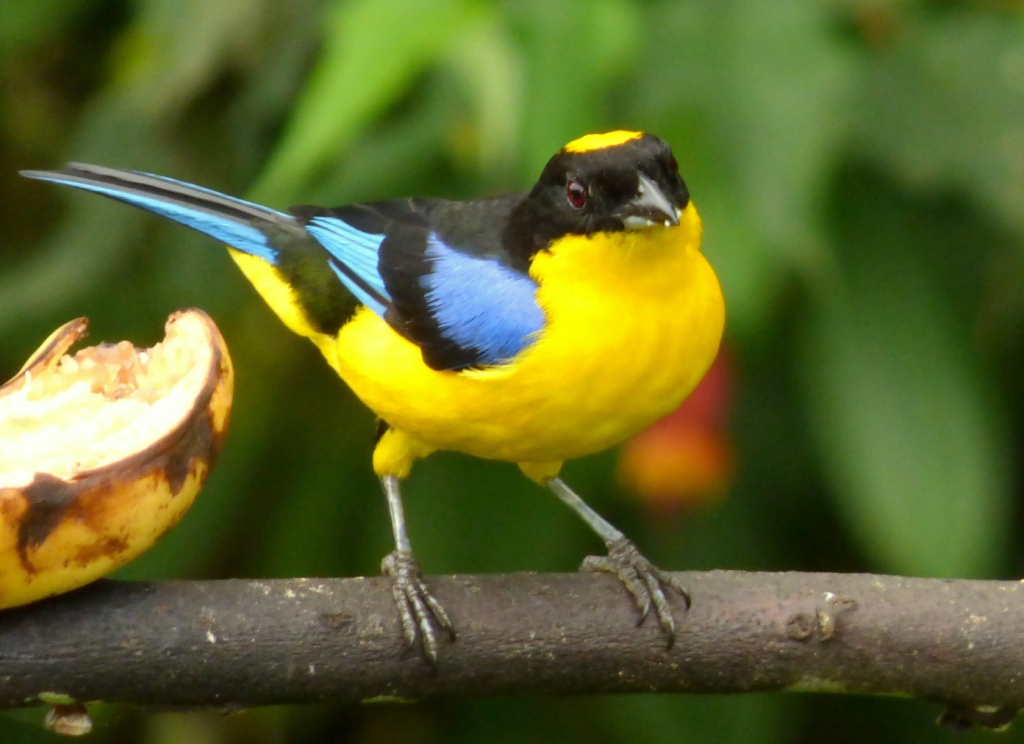
Жовтоголова андагра (Колумбія)

Довжина птаха становить 18 см, вага 42 г. Тім'я і тилиця золотисто-жовті, лоб, обличчя, решта голови і верхня частина спини чорні. Плечі сині або фіолетові, крила і хвіст біля основи чорні, махові і стернові пера яскраво-сині. Горло, груди і живіт жовті, надхвістя зеленувате. У представників підвиду A. s. flavinucha надхвістя синє.

## Підвиди
Виділяють дев'ять підвидів:
- A. s. venezuelanus (Hellmayr, 1913) — Прибережний хребет Анд на півночі Венесуели (від Яракуя до Міранди);
- A. s. virididorsalis (Phelps & Phelps Jr, 1949) — північ Венесуели (узбережжя затоки Трісте[es];
- A. s. antioquiae (Berlepsch, 1912) — Західні і Центральні хребти Анд на півночі Колумбії;
- A. s. victorini (Lafresnaye, 1842) — Анди на південному заході Венесуели (Тачира) і західні схили Східного хребта Анд на півночі Колумбії (від Сантандера до Уїли);
- A. s. cyanopterus (Cabanis, 1866) — Анди на південному заході Колумбії та на заході Еквадорі;
- A. s. baezae (Chapman, 1925) — Анди на півдні Колумбії та в Еквадорі;
- A. s. alamoris (Chapman, 1925) — Анди на південному заході Еквадору (від Куенки до Лохи);
- A. s. somptuosus (Lesson, R, 1831) — Анди на крайньому південному сході Еквадорі (Самора-Чинчипе) та в Перу (на південь до Хуніна);
- A. s. flavinucha (d'Orbigny & Lafresnaye, 1837) — Анди на південному сході Перу (на південь від Куско) та в Болівії.

Деякі дослідники виділяють підвид A. s. flavinucha у окремий вид — андагру болівійську (Anisognathus flavinucha).

## Поширення і екологія
Жовтоголові андагри мешкають у Венесуелі, Колумбії, Еквадорі, Перу і Болівії. Вони живуть у вологих гірських тропічних лісах Анд та на узліссях. Зустрічаються зграйками від 3 до 10 птахів, на висоті від 900 до 2500 м над рівнем моря. Живляться комахами, яких шукають на деревах, а також дрібними плодами і ягодами.